# Sexisme
Sexisme er fordom eller diskrimination på basis af køn , eller anvendes synonymt med sexchikane om nedvurderende og respektløs opførsel over for personer af et bestemt køn, herunder krænkelser som uønsket befamling. Sexisme betegner holdninger, ideologier eller overbevisninger om køn i kontekst med enten positiv eller negativ forskelsbehandling, kønsroller eller kønsstereotyper.
Begrebet var oprindeligt et politisk begreb, som blev introduceret under den anden bølge af feminisme i Amerika, og personer som Pauline M. Leet, Caroline Bird og Sheldon Vanauken tilskrives en stor del af æren for den udbredelse . Som politisk begreb var sexisme en feministisk beskrivelse af kvindeundertrykkelse, som noget kun mænd var i stand til at udvise. Fremtrædende feministiske forgrundsfigurer som Bell hooks  og Marilyn Frye definere sexisme som systematisk undertrykkelse af kvinder der resultere i ulemper for kvinder, og et udtryk for mandschauvinisme .

## Læs også
- Rødstrømper
- Maskulinisme
- Feminisme